# やくの玄武岩公園
やくの玄武岩公園（やくのげんぶがんこうえん）は、京都府福知山市夜久野町小倉にある公園（自然公園）。

## 概要
およそ38-30万年前に京都府では唯一の火山と思われる田倉山（宝山）の噴火によって流出した溶岩が固まるときに形成された玄武岩の柱状節理がみられる。この柱状節理は夜久野高原の地学的特色を如実に観察できる玄武岩露頭として、きわめて価値が高く貴重な場所である。京都府指定天然記念物に指定されているほか、「京都府景観遺産」に登録、また「京都の自然200選」および「福知山十景」に選定されている。夜間には、玄武岩がライトアップされ幻想的な雰囲気を醸し出している。

## 景観

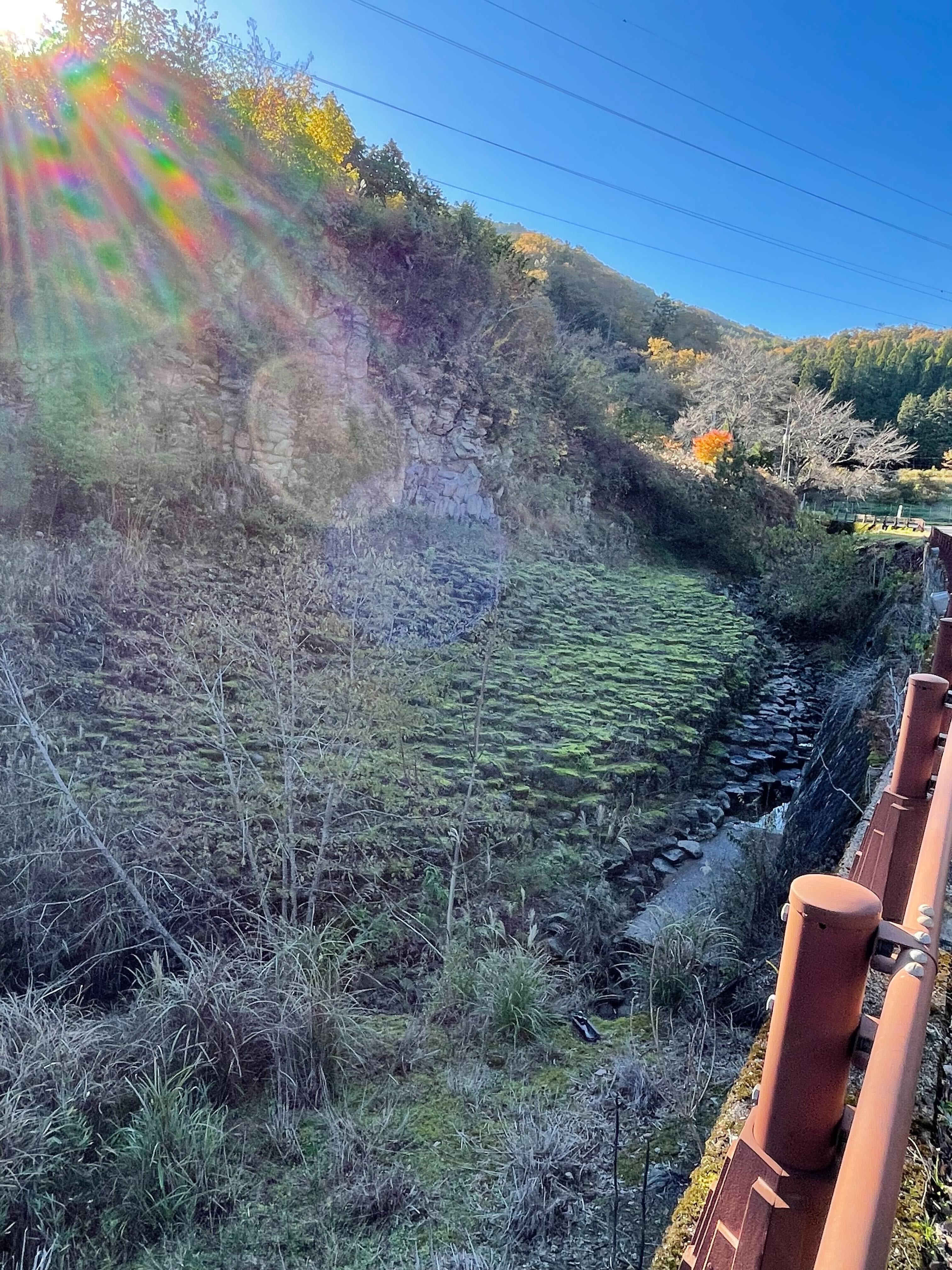

高さ15m前後、幅150mにわたって屏風のように切り立つ柱状節理の姿は雄大で、その下にある池の周りに散策路やあずまや等が整備されている。公園には高さ約18mの人工滝が整備され、玄武岩と滝が織りなす四季折々の景色を楽しむことができる。また、桜10本を中心に様々な樹木が植樹されており、展望台からは恵まれた自然を背景に玄武岩公園一帯を一望することができる。夜間には、玄武岩がライトアップされ幻想的な雰囲気を醸し出している。
景観づくりの取り組みとして福知山市と公園の維持管理契約を締結し、小倉自治会の構成団体である「小倉幸福会（老人会）」が、公園内の芝刈り、落ち葉の掃除、垣根や樹木の管理、トイレの清掃などを実施している。取り組みの目標としては夜久野地域の観光・交流拠点である「農匠の郷やくの」と連携して、新たな観光客の誘致を目指すとしている。

## 特性
福知山市夜久野町には、京都府唯一の火山である田倉山がある。田倉山は綺麗な円錐形をしていることから宝山とも言われ、直径1㎞、標高差約140mの山容を望むことができる。田倉山のある夜久野高原は、火山噴火の際に流出した溶岩が冷え固まって形づくられた溶岩台地である。
　田倉山は、今から約38万年-30万年前にかけて少なくとも3回噴火しており、最初に噴火した小倉溶岩（約38.4万年-35万年前）が、小倉付近の溶岩台地をつくりました。田倉山の山体は3回目の噴火のときに作られたと推定されている。
　やくの玄武岩公園の柱状節理・板状節理は、最初に噴火した小倉溶岩のものである。柱状節理とは、熱い溶岩冷え固まるときにできる冷却割れ目です。ゆっくり冷えた部分は冷却面（溶岩流の表面）に対して垂直な柱状になり、大気に触れる溶岩最上部は急速に冷やされて板状の割れ目（板状節理）ができる。やくの玄武岩公園には最上部に厚さ数mの板状節理があり、その下が高さ15m前後、一辺40-50cmの六角形の柱状節理になっている。

## アクセス
- JR山陰本線上夜久野駅下車後、市営バス板生・千原線で「玄武岩公園」下車すぐ
- 舞鶴若狭自動車道福知山ICから国道9号で車で約40分